# Courtavon
Courtavon (Ottendorf in tedesco, Ottederf i  alsaziano) è un comune francese di 342 abitanti situato nel dipartimento dell'Alto Reno nella regione del Grand Est.

## Società

### Evoluzione demografica
Abitanti censiti